# 莱拉克
莱拉克（法語：Layrac，法語發音：[lɛʁak]）是法国洛特-加龙省的一个市镇，位于该省东南部，热尔河与加龙河的交汇处，属于阿让区和阿让城市圈公共社区。该市镇总面积38.11 平方千米，海拔在43至182米之间，2022年1月1日年时的人口为3,913人。
莱拉克是布吕卢瓦自然保护区的中心城市，也是一个葡萄酒产区。

## 行政区划
莱拉克的邮政编码为47390，市镇编码为47145。

## 交通
法国国道N21线纵贯境内，另有洛特-加龙省省道D17线和D129线在莱拉克境内交汇。连接阿让和欧什的城际客车停靠莱拉克。

## 人口
莱拉克人口变化图示